# Curia Julia
De Curia Julia (Latijn: Curia Iulia) was het senaatsgebouw van het oude Rome, gebouwd op het Forum Romanum.
Eerst stond op deze plaats de Curia Hostilia, gebouwd in opdracht van koning Tullus Hostilius, en daarna de huidige Curia Iulia, die enigszins anders georiënteerd op de plaats kwam van het eerste gebouw, en in opdracht van Julius Caesar werd gebouwd, nadat een brand in 52 v.Chr. het oude senaatsgebouw had vernield.
De Curia Iulia werd onder Augustus ingewijd in 29 v.Chr., en genoemd naar de gens Iulia, waartoe deze via zijn adoptiefvader Caesar behoorde. Deze Curia Julia brandde eveneens af tijdens de grote brand van Rome onder keizer Nero in 64 na Chr., en werd door keizer Domitianus hersteld. Een nieuwe brand teisterde het gebouw op het einde van de 3e eeuw. Ook toen werd het gebouw hersteld als vergaderplaats voor de senaat door keizer Diocletianus. In de middeleeuwen was het gebouw in gebruik als kerkgebouw. Hieraan heeft het zijn vrijwel ongeschonden overleven te danken (hoewel het gebouw vroeger wel afgewerkt was met een kostbare marmeren bekleding) tot in de huidige tijd evenals bv. het Pantheon in Rome. De meeste gebouwen van het oude Rome die geen kerkelijke bestemming kregen werden in de loop der eeuwen gesloopt als goedkope bron van bouwmaterialen. Zo zijn de twee bronzen deuren overgebracht naar de kerk Sint-Jan van Lateranen.
Mussolini, een groot bewonderaar van het vroegere "Imperium Romanum", liet een grondige restauratie uitvoeren van de Curia Iulia waarbij de kerkelijke attributen verwijderd werden en de oorspronkelijke inrichting gedeeltelijk hersteld werd. Een groot deel van de mozaïkvloer tussen de zetelrijen voor de senatoren is nog intact.  Verder bevinden zich in het interieur onder meer twee (beschadigde) beelden, een van marmer en een van rode porfier. Voor toeristen blijft het gebouw normaal gesproken gesloten.

## Trivia
In veel speelfilms over het oude Rome wordt de binnenruimte van de senaat voorgesteld alsof deze rond zou zijn. In werkelijkheid zijn in de rechthoekige tamelijk kleine ruimte de zitplaatsen in twee rijen tegenover elkaar opgesteld. Een goed beeld geeft het huidige House of Commons in Londen dat dezelfde opstelling heeft.

## Afbeeldingen

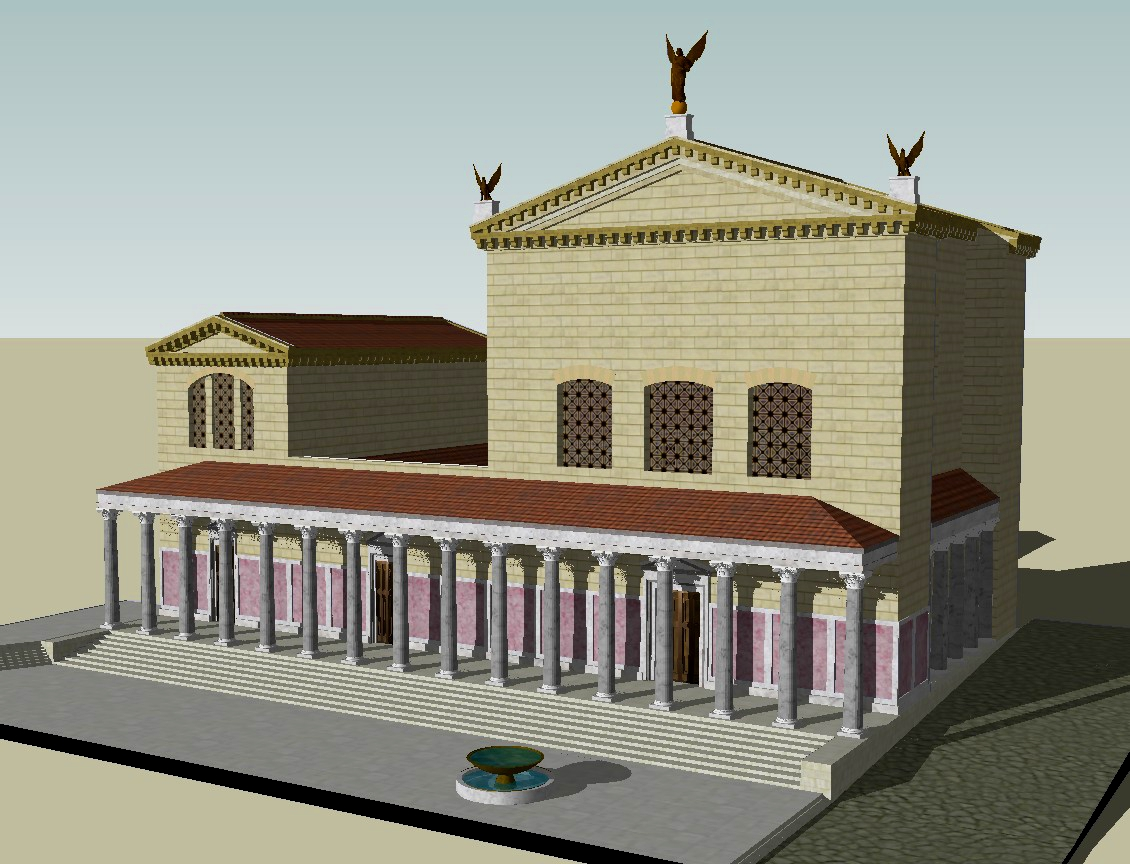
Reconstructie van de Curia Iulia zoals herbouwd door Diocletianus (bemerk de gestucte gevelbekleding, die nog een beetje bewaard is onder de kroonlijst).
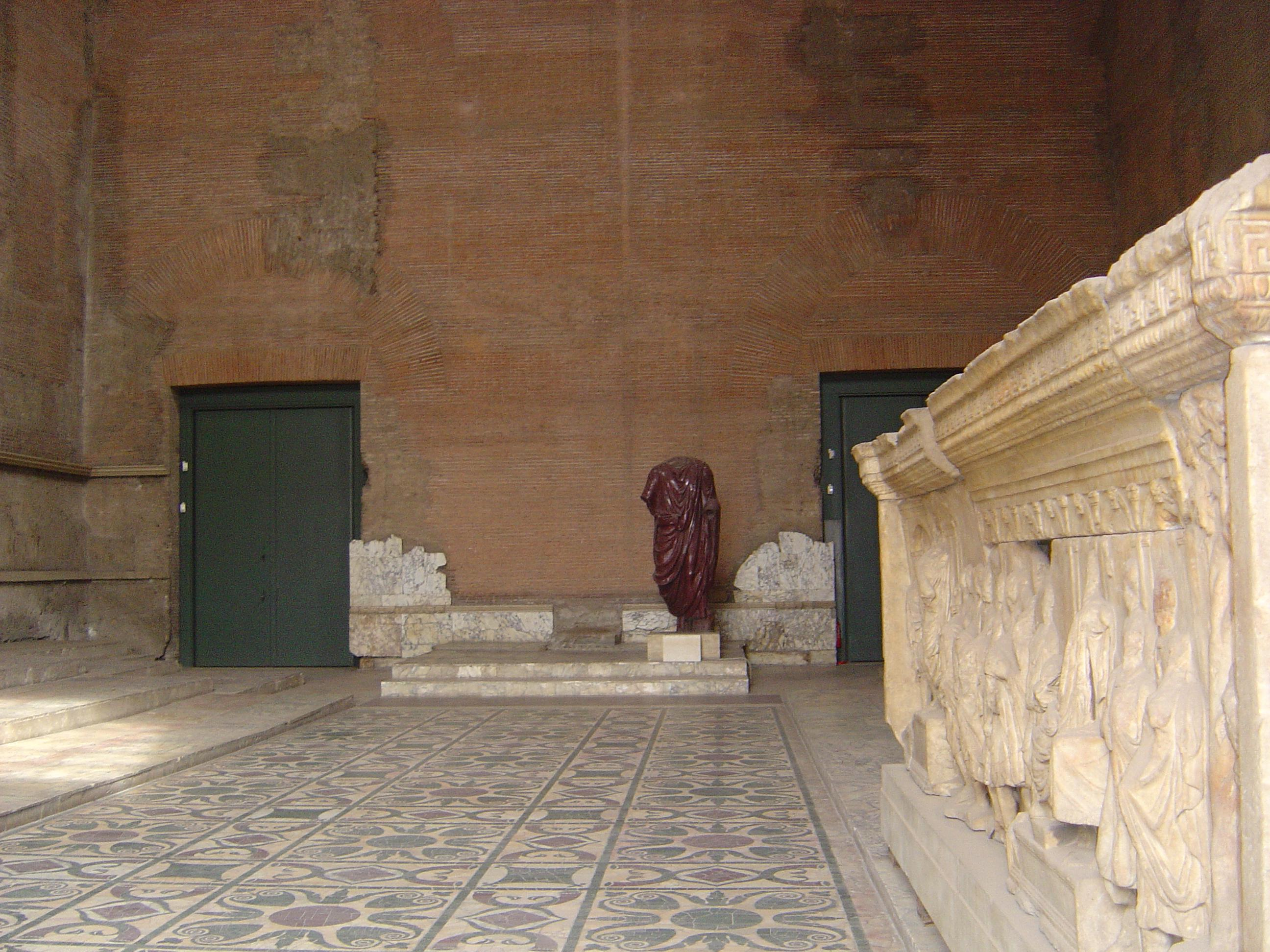
Het huidige interieur van de Curia Iulia